# Cheyenne Carron
 (mai 2022).
La mise en forme du texte ne suit pas les recommandations de Wikipédia : il faut le « wikifier ».
Les points d'amélioration suivants sont les cas les plus fréquents. Le détail des points à revoir est peut-être précisé sur la page de discussion.
- Les titres sont pré-formatés par le logiciel. Ils ne sont ni en capitales, ni en gras.
- Le texte ne doit pas être écrit en capitales (les noms de famille non plus), ni en gras, ni en italique, ni en « petit »…
- Le gras n'est utilisé que pour surligner le titre de l'article dans l'introduction, une seule fois.
- L'italique est rarement utilisé : mots en langue étrangère, titres d'œuvres, noms de bateaux, etc.
- Les citations ne sont pas en italique mais en corps de texte normal. Elles sont entourées par des guillemets français : « et ».
- Les listes à puces sont à éviter, des paragraphes rédigés étant largement préférés. Les tableaux sont à réserver à la présentation de données structurées (résultats, etc.).
- Les appels de note de bas de page (petits chiffres en exposant, introduits par l'outil «  Source ») sont à placer entre la fin de phrase et le point final[comme ça].
- Les liens internes (vers d'autres articles de Wikipédia) sont à choisir avec parcimonie. Créez des liens vers des articles approfondissant le sujet. Les termes génériques sans rapport avec le sujet sont à éviter, ainsi que les répétitions de liens vers un même terme.
- Les liens externes sont à placer uniquement dans une section « Liens externes », à la fin de l'article. Ces liens sont à choisir avec parcimonie suivant les règles définies. Si un lien sert de source à l'article, son insertion dans le texte est à faire par les notes de bas de page.
- La présentation des références doit suivre les conventions bibliographiques. Il est recommandé d'utiliser les modèles {{Ouvrage}}, {{Chapitre}}, {{Article}}, {{Lien web}} et/ou {{Bibliographie}}. Le mode d'édition visuel peut mettre en forme automatiquement les références.
- Insérer une infobox (cadre d'informations à droite) n'est pas obligatoire pour parachever la mise en page.

Pour une aide détaillée, merci de consulter Aide:Wikification.
Si vous pensez que ces points ont été résolus, vous pouvez retirer ce bandeau et améliorer la mise en forme d'un autre article.
Pour les articles homonymes, voir Carron.
Cheyenne-Marie Carron, dite Cheyenne Carron, née le 22 mai 1976 à Valence (Drôme), est une réalisatrice, peintre et écrivaine française.

## Biographie

### Enfance et jeunesse
Née de géniteurs kabyles, elle est abandonnée à l'âge de 3 mois, sans procédure. Sa mère est une ancienne institutrice, son père est un ancien maçon. Ses parents, ont deux enfants naturels, et ont adopté trois enfants. L'un d'entre-eux, cadet de Cheyenne, est sourd, né au Guatemala. Lorsqu'elle a changé d’identité, en étant officiellement adoptée par ses parents à l’âge de vingt ans, elle a choisi le prénom de Cheyenne. Elle souhaitait rendre ainsi hommage à son petit frère.
Cheyenne, élevée dans une famille de tradition catholique et socialiste, est baptisée sous le prénom Cheyenne-Marie le jour de Pâques 2014,
Elle dira de son abandon, lors de la sortie du film La Fille Publique : « Il y a beaucoup d’empathie pour les enfants abandonnés, parfois même de la pitié. Moi, je considère cet abandon comme la plus grande chance de ma vie. Je ne peux pas imaginer avoir d’autres frères et sœurs, et d’autres parents, que ceux que j’ai ».
À 18 ans, après avoir passé un CAP de secrétariat et « des milliers d’heures passées à regarder des films en VHS avec son père [adoptif] (Rohmer, Pialat en tête), elle décrète qu’elle sera cinéaste »[source insuffisante].

### 2001-2009: Premières œuvres cinématographiques
En 2001, âgée de 23 ans, elle réalise son premier court-métrage, À une Madone, qui raconte l'histoire d'une jeune prostituée se replongeant dans des souvenirs d’enfance, au cours d’une passe avec un client. La jeune réalisatrice se met également en scène, ce qu'elle reconnaît être « une catastrophe » plusieurs années plus tard : « Je ne sais pas ce qui m’a pris de vouloir être devant et derrière la caméra, mais ça n’est pas la meilleure idée que j’ai eue. Pour le reste, l’histoire ne raconte pas grand-chose, c’est décousu et ça manque de cohérence... Malgré tout cela, j’ai un certain attachement à ce film, un peu comme les premières histoires d’amour ».
En 2005, elle réalise Écorchés, qui réunit à l'écran Mélanie Thierry et Vincent Martinez dans le rôle d'un couple qui passe des vacances en amoureux dans une maison de campagne isolée et qui commence un rapport de force de plus en plus extrême, jusqu'au drame. Cette œuvre, sélectionnée dans plusieurs festivals, obtient le prix du meilleur film au festival Rebelfest à Toronto, ainsi que le prix de la meilleure interprétation féminine pour Mélanie Thierry au Festival de Saint-Jean-de-Luz et le prix de la meilleure interprétation masculine pour Vincent Martinez au Festival Baja California, au Mexique, en 2005.
En 2008, elle réalise un nouveau court-métrage, La Charité romaine, qui évoque un homme emprisonné et condamné à mourir de faim, qui reçoit la visite de sa fille, laquelle, pour l'empêcher de mourir, décide de l'allaiter. Georges d'Audignon et Marie Kremer interprètent cette étonnante inversion des rapports filiaux.

### 2010-2018: Cinéma et foi
Extase, en 2010, est son premier long-métrage à évoquer explicitement des questionnements liés à la foi en Dieu, questionnements qui reviendront dans la quasi-totalité de ses œuvres postérieures, comme interrogations principales ou en tant qu'allusions éphémères. Àstrid Bergès-Frisbey interprète Jeanne, qui tente désespéramment d’éveiller sa foi en Dieu. Avec son fiancé interprété par Swann Arlaud, elle se laisse envahir par les souvenirs, les rêves et les fantasmes... Ce film connaît un bel accueil critique en Amérique du Sud, avec notamment trois sélections dans des festivals argentins et une autre au festival Foco de Cine Inusual - FIACID, à Lima. Extase se veut également un film expérimental, ainsi que le confie la réalisatrice : « J’ai décidé de le produire toute seule avec des moyens modestes, car j’ai parfaitement conscience qu’il n’y a aucune chance pour que ce film intéresse un producteur. J’ai mis dans ce film, la plupart de mes économies, et je n’ai aucun regret. Il y a des films que l’on doit faire envers et contre tout. »
L'année suivante, elle poursuit sa réflexion au cœur de laquelle l'allusion à la foi intervient dès le titre, qui reprend une parole de la prière du Notre Père : « Ne nous soumets pas à la tentation ». Une jeune fille, interprétée par Agnès Delachair, entre soudain dans la vie d'un couple, interprété par Jean-François Garreaud et Guillemette Barioz. Derrière le classique adultère, Cheyenne Carron veut inscrire « trois personnages, trois mensonges, trois points de vue ». Le film est sélectionné dans différents festivals du monde entier, en France, Californie ou encore en Corée : il obtient le prix KINEMA au 25e festival Film Fest de Braunschweig, en Allemagne (2011).
En 2012, encouragée par le réalisateur Xavier Beauvois, elle réalise La Fille publique, film en partie autobiographique puisque l'héroïne, Yasmeen (Doria Achour), est placée dans une famille d'accueil depuis l'âge de 3 mois, que dix-sept années s'écoulent et que des liens d'amour indéfectibles se tissent avec ses parents (Anne Lambert et Joël Ravon), ainsi que ses frères et sœurs. La fiction intervient lorsque Yasmeen, sur le point d'être adoptée et d'être enfin reconnue officiellement comme un membre de sa famille, est harcelée par une femme qui prétend être sa mère... Le film apparaît dans des festivals en Argentine (trois sélections), en Russie et en Suisse.
Deux ans plus tard, elle réalise L'Apôtre, avec Fayçal Safi, Brahim Tekfa et Sarah Zaher, film sur un sujet délicat : la conversion d'un jeune musulman au christianisme. Akim, destiné à devenir imam, est un jour bouleversé par l'amour total du Christ pour les hommes ; il tente alors de faire admettre sa conversion à son entourage. À la suite de l'attentat contre Charlie Hebdo en janvier 2015, et sur demande de la DGSI, deux projections de ce film à Neuilly et à Nantes sont temporairement déprogrammées par crainte d'un attentat.
En 2015, paraît Patries, avec Jackee Toto et Augustin Raguenet, qui raconte le racisme anti-blanc. Ce film a reçu le grand prix Kilimandjaro au festival de cinéma Africlap en 2016.
La Chute des hommes raconte l'histoire de Lucie, jeune femme passionnée de parfumerie, qui croise Younes, chauffeur de taxi, lors d'un voyage d’études au Moyen-Orient ; Younes livre alors Lucie aux mains de ravisseurs islamistes, [pas clair]ainsi que celui d’Abou, djihadiste lui aussi originaire de France.

### Fin de ses diptyques nature et militaire (2016-2021)
La Morsure des dieux est un face à face amoureux qui entremêle deux mondes, deux cultures et deux conceptions de la foi, au cœur du Pays basque. François Pouron et Fleur Greffier interprètent Sébastien et Juliette.
Le Corps sauvage, sorti dans les salles françaises le 20 mars 2019, se concentre sur le personnage de Diane (Nina Klinkhamer), jeune femme amoureuse de la chasse et de la nature, « figure mythologique et évanescente », qui vit au cœur d'un village breton.
En 2017, Carron se lance dans l'écriture d'un polyptyque militaire, avec la sortie du film Jeunesse aux cœurs ardents. David, 20 ans, habite chez ses parents. Brillant dans ses études et promis à une belle carrière, il accompagne pourtant ses amis, désabusés, dans leurs braquages. Un jour, une de leur victime s’avère être un ancien légionnaire ayant vécu la guerre d’Algérie. David se rapproche peu à peu du vieil homme : de leur amitié naîtra sa nouvelle vocation… Ce film s'inspire d'un désir adolescent de la réalisatrice d'entrer dans la Légion. Mais lorsqu’elle a poussé la porte de la caserne près de chez elle, des militaires lui ont expliqué que la Légion n’acceptait pas les femmes.
Elle consacre ensuite un second film au monde militaire, cette fois sur la thématique des épouses et veuves de guerre : Le Soleil Reviendra. Pour ce film, elle n'hésite pas à faire appel à de véritables veuves de guerre dont Sabrina Verrier.
Sorti le 8 décembre 2021, le film La Beauté du monde raconte l'histoire de Roman, soldat victime d'un syndrome de stress post-traumatique après une opération extérieure au Mali. Le film « s’inscrit dans le prolongement des films précédents de la réalisatrice, formant en un sens un triptyque avec Jeunesse aux cœurs ardents (2017), qui évoque le parcours d’un jeune homme jusqu’à son engagement dans la Légion, et Le Soleil reviendra (2020), qui s’intéresse à ces femmes dont les conjoints sont au front, et plus particulièrement à une jeune fiancée, enceinte de sept mois, tandis que son amoureux combat en Afghanistan. »

### Triptyque consacré au prêtre (2023-2025)
En 2023, elle conclut son diptyque consacré au monde militaire avec Je m'abandonne à toi qui évoque le quotidien d'un aumonier militaire plongé dans les conséquences de la guerre. Ce film signe en revanche le début d'un ensemble de film consacré à la figure du prêtre catholique. Cette même année, , elle signe une tribune en faveur de la présomption d'innocence en référence à l'accusation d'agression sexuelle portée contre l'acteur Sofiane Bennacer.
Peu de temps après la promotion de Je m'abandonne à toi, son précèdent film Cheyenne Carron confie sur ses différents réseaux sociaux que son film suivant sera un biopic consacré au père Jacques Hamel. Intitulé Que notre joie demeure et retrace la dernière semaine et l'assassinat du prêtre en 2016 par un extrémiste musulman. Il s'agit d'un des projets les plus personnels de la réalisatrice car elle mit sept ans à le porter au cinéma. Sur ce film, elle recrute Daniel Berlioux et le jeune Oussem Kadri, novices dans son cinéma à qui elle confie les rôles principaux. Sur ce film elle retrouve certains de ses comédiens fétiches dont Majida Ghomary qui viennent compléter la distribution. La sortie est fixée pour le 24 avril 2024. Les deux films sont sélectionnés au Festival du Cinéma Chrétien de Bayonne. Le film reçoit des critiques positives.
Son film suivant, intitulé L'Agneau, aborde la thématique des fausses accusations de viol et d'agression sexuelle au sein du clergé catholique.

## Filmographie

### Comme réalisatrice

#### Longs métrages
- 2005 : Écorchés
- 2010 : Extase
- 2011 : Ne nous soumets pas à la tentation
- 2013 : La Fille publique
- 2014 : L'Apôtre
- 2015 : Patries
- 2016 : La Chute des hommes
- 2017 : La Morsure des dieux
- 2018 : Jeunesse aux cœurs ardents
- 2019 : Le Corps sauvage
- 2019 : Le Fils d'un roi
- 2020 : Le Soleil reviendra
- 2021 : La Beauté du monde
- 2023 : Je m'abandonne à toi
- 2024 : Que notre joie demeure
- 2025 : L'Agneau

#### Courts métrages
- 2001 : À une madone
- 2008 : La Charité romaine
- 2021 : Film du centenaire du 1er Régiment Étranger de Cavalerie

### Comme actrice
- 2001 : À une madone : elle-même
- 2011 : Ne nous soumets pas à la tentation : la passante dans la voiture

## Distinctions
- 2011 : Prix Henri Langlois pour Ne nous soumets pas à la tentation ;
- 2016 : Grand Prix du jury au Festival Africlap pour Patries.

## Autres

### Publications
- Le cinéma ou rien, Paris, Hésiode, 2018.
- Éloge de l'abandon, ainsi naissent les enfants du soleil, Paris, Hésiode, 2019.  (ISBN 978-2-9569969-0-3)
- Inachevé, Paris, Hésiode 2021.
- Survie : le monde d'après, Hésiode, 2022.
- Le cinéma ou rien : Tome II, Paris, Hésiode, 2027.

### Parfums
Cheyenne Carron crée en 2018 une ligne nommée « Parfums d'Europe », dont elle dit que c'est « le moyen d'assouvir une passion de toujours » et « de lancer son imaginaire sur de nouveaux sentiers », ainsi possiblement que d'aider au financement de ses films. Les six premières fragrances (trois féminines et trois masculines) portent un nom lié à l'identité de l'Europe, à l'instar de Marie, de Mythique Légionnaire et du Parfum d'Yseult.